# Ongeluksgetal

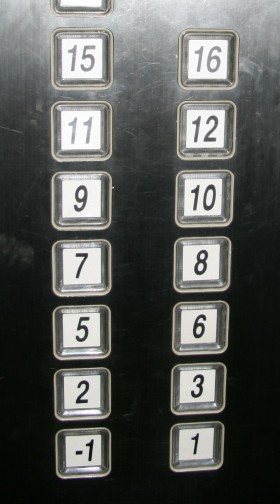
De lift in een flatgebouw in Shanghai, de etages 0, 4, 13 en 14 ontbreken

Een ongeluksgetal is een getal waarvan iemand aanneemt dat het ongeluk brengt, dit in tegenstelling tot een geluksgetal.

## 4
Het Japanse woord voor 4 klinkt hetzelfde als het woord voor 'dood' (Shi).
Ook in China geldt dat 4 (四, sì) bijna hetzelfde klinkt als 'dood' (死, sǐ), en daarom beschouwd wordt als een brenger van ongeluk.

## 9
Het Japanse woord voor 9 klinkt hetzelfde als het Japanse woord voor 'pijn'.

## 13
In Europa, Amerika en sommige landen in Azië (zoals India) wordt 13 als ongeluksgetal beschouwd. Dit zou ermee te maken hebben dat het 1 + 12 is. Twaalf wordt beschouwd als het getal van 'perfectie', bijvoorbeeld in het Nieuwe Testament is er sprake van 12 apostelen. Meer dan perfect moet dus, doorredenerend, ongeluk brengen. Bij het Laatste Avondmaal was Judas de dertiende die aanwezig was en die hem later ook verraadde. Wiskundig gezien is 12 overigens geen perfect getal, terwijl 6 dat wel is (6 = 1 + 2 + 3, en ook 1 × 2 × 3)  (12 is een overvloedig getal).
In verband met het bijgeloof rond het getal 13 hebben in de Verenigde Staten sommige hotels geen kamer 13 en sommige gebouwen geen 13e verdieping (boven de 12e verdieping is dan de 14e). In Parijs ligt een straat waarbij huisnummer 13 is overgeslagen. In vrijwel ieder vliegtuig is er geen rij 13; op rij 12 volgt rij 14. In de autosport wordt traditioneel geen startnummer 13 toegekend.
Gerard van het Reve, die op 13 december is geboren, werd ingeschreven op de 14e.
Vrijdag de dertiende wordt als een ongelukkige dag beschouwd. In Spanje en Latijns-Amerikaanse landen is dinsdag de dertiende de ongeluksdag.
Er is ook een theorie die teruggrijpt op de oude Egyptische kalender. Die telde 12 maanden van 30 dagen en had dus 5 extra dagen nodig. Die vielen in een extra 13e maand van 5 dagen, met op elke dag de verjaardag van een belangrijke god. In die dertiende maand moest men zich zeer beheerst gedragen en niets bijzonders ondernemen om niet de toorn van de betreffende god op te wekken.
De fobie voor het getal 13 wordt triskaidekafobie genoemd. Een extreme angst voor vrijdag de dertiende heet paraskevidekatriafobie.

## 14
Wanneer 14 als twee afzonderlijke cijfers wordt uitgeproken in het Chinees (yao-sì, oftewel een-vier), dan klinkt dat als 'wil dood' (yào-sǐ, 要死), oftewel, 'ik wil dood'.

## 17
Omdat met de letters van het Romeinse cijfer voor 17 (XVII) het woord vixi is te spellen, beschouwen veel Italianen 17 als een ongeluksgetal. 'Vixi' betekent 'ik heb geleefd', oftewel: 'ik ben dood'.

## 666
Volgens Openbaring 13:18 is 666 het Getal van het Beest. Extreme angst voor dit getal heet hexakosioihexekontahexafobie.